# Possenti Weggartner
Possenti Weggartner CMM (* 23. Mai 1907 in Pelkering, Triftern; † 5. Dezember 1976 bei Lupane, Simbabwe) war ein deutscher römisch-katholischer Geistlicher, Ordensmann, Missionar und Märtyrer.

## Leben
Anton Weggartner besuchte das Gymnasium in Freilassing und trat 1928 in Reimlingen in den Orden der Mariannhiller Missionare ein, wurde als Bruder Possenti (nach Gabriel von der schmerzhaften Muttergottes) eingekleidet und legte am 9. Mai 1929 die erste sowie am 7. Mai 1932 die ewige Profess ab. Nach seiner Priesterweihe 1933 in Würzburg ging er 1934 nach Afrika und wurde Kaplan in der St.-Patrick’s-Mission in Bulawayo, Rhodesien. 1936 begann er ein Sonderstudium in England. Während des Zweiten Weltkriegs war er in Kanada und in den Vereinigten Staaten interniert. Dann kehrte er nach Rhodesien zurück, wurde Prinzipal der Schulen der Empandeni-Mission und anschließend Leiter der Regina-Mundi-Mission in Lupane. In der Nähe dieser Stadt wurde er im Dezember 1976 anlässlich einer Besuchsfahrt zu einem kranken Mitbruder zusammen mit Bischof Adolf Schmitt und Schwester Francis van den Berg von einem Freischärler erschossen (zu den Umständen siehe den Artikel zu Bischof Schmitt). Die Beisetzung erfolgte auf dem Friedhof von Bulawayo in Gegenwart von zahlreichen Gläubigen.

## Gedenken
Die Römisch-katholische Kirche in Deutschland hat Possenti Weggartner als Märtyrer in das deutsche Martyrologium des 20. Jahrhunderts aufgenommen.